# Dicranoloma perichaetiale
Dicranoloma perichaetiale là một loài rêu trong họ Dicranaceae. Loài này được Sainsbury mô tả khoa học đầu tiên năm 1953.